# Sunny Day Sunday
「Sunny Day Sunday」（サニー・デイ・サンデー）は、日本の音楽ユニット、センチメンタル・バスのメジャー4枚目のシングル。

## 解説

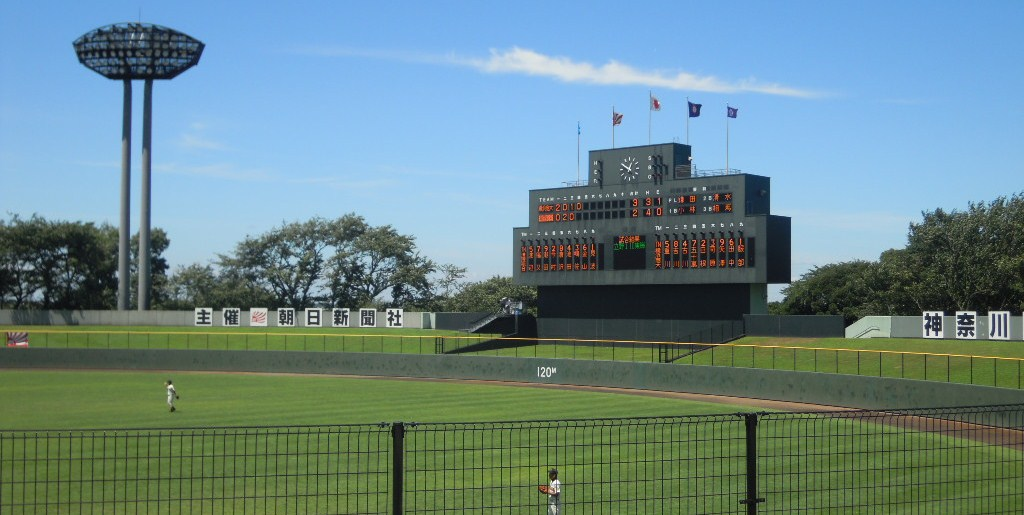
ジャケット写真の撮影に使われた保土ヶ谷球場。写真はスコアボードの改修後のもので、表示が当時のものとは異なる

- 1999年、大塚製薬の主力商品の一つである「ポカリスエット」CMソングに使用された。
- ジャケット写真は神奈川県立保土ヶ谷公園硬式野球場。
- 仮タイトルは「野球ぱんく」である。
- テレビアニメ『巨人の星』の効果音を多くサンプリングしており、PVも野球応援をモチーフに制作された。
- 同バンドにとって最大のヒット作品となり、唯一の、オリコンシングルチャートベスト10入り作品となった。
- 日本の高校野球では現在も応援歌として定番の一曲である（愛媛県代表・済美高校が特に有名）。
- 2016年、TVアニメ「ReLIFE」第6話エンディングテーマに使用された。
- 2022年8月3日、ソニー・ミュージックダイレクトのアナログ盤レーベル「GREAT TRACKS」より7inchアナログ盤（完全生産限定盤 クリア・グリーン盤）がリリースされた。カップリング曲は、5枚目のシングル『WEED CROWN』収録の「サイクリングビート330」[2]。

## 収録曲
全曲 作詞：赤羽奈津代、作曲：鈴木秋則、編曲：センチメンタル・バス、ホッピー神山
1. Sunny Day Sunday (2:31)
2. 花火 (5:05)

## 収録アルバム
- センチメンタル・バス『さよならガール』（2000年8月2日）
- オムニバス『夏物語〜SUMMER BEST SONGS〜』（2003年6月18日）
- オムニバス『LET'S! TRANCE SUMMER VACATION』（2006年6月28日）
- オムニバス『Summer』（2006年7月5日）
- オムニバス『BEST HIT J-POP〜Happy Spring TRANCE〜』（2007年4月25日）
- オムニバス『Hot Summer』（2007年7月4日）
- オムニバス『I■30 〜My Melody〜』（2008年3月26日）
- 東京佼成ウインドオーケストラ『ブラバン!甲子園よりぬきベスト55』（2008年6月25日）
- オムニバス『スプラッシュ!!』（2008年7月9日）
- DJ和『J-ポッパサイズ[DJ和 in No.1 J-POP MIX]』（2008年8月6日）
- 『MD2000 〜ReLIFE Ending Songs〜』（2016年9月12日）
- DJ和『キミが好きだと叫びたい 〜Love & Yell〜』（2020年4月8日）

## 参加ミュージシャン
- 中村コメタロー（ベース）
- ROLLY（エレキギター）
- 荒木敏男（トランペット）
- 向山テツ（ドラム）
- ホッピー神山
- 斎藤ネコStrings Group

## カバー
- 2008年、秋月律子（CV.若林直美）（THE IDOLM@STER 『Vacation for you！』）
- 2008年、Mi（アルバム『I Love Music〜Mi Best Collection〜』）
- 2010年、SCANDAL（カバーミニアルバム『R-GIRL's ROCK!』）
- 2017年、内田真礼（UCHIDA MAAYA LIVE 2017 「+INTERSECT SUMMER+」）
- 2021年、KOKORi（逢坂ここ（CV.高木美佑）、椎名ゆかり（CV.船戸ゆり絵））（八月のシンデレラナイン）